# Volo Air West 612
Il volo Air West 612 era un volo passeggeri di linea operato da Air West tra Khartoum e Al-Fashir, Sudan. Il 24 gennaio 2007, il volo, operato da un Boeing 737 con 103 persone a bordo, venne dirottato poco dopo il decollo da un individuo di sesso maschile. L'aereo atterrò in sicurezza a N'Djamena, in Ciad, dove il dirottatore si arrese.

## Il dirottamento
Il giorno del dirottamento, a bordo dell'aereo c'erano passeggeri interamente sudanesi, con l'eccezione di un cittadino britannico e di un addetto militare italiano. Mohamed Abdu Altif (indicato anche come Mohamed Abdelatif Mahamat), un 26enne di Al-Fashir, nel Darfur Settentrionale, entrò nella cabina di pilotaggio dell'aereo alle 09:00 ora locale (06:00 UTC), circa mezz'ora dopo il decollo dall'aeroporto Internazionale di Khartoum. Ordinò ai piloti di volare a Roma, in Italia, e poi a Londra, in Inghilterra. Inizialmente venne erroneamente riferito che era armato con un fucile d'assalto AK-47, ma rapporti successivi dicevano che impugnava soltanto una pistola.
Dopo che il pilota gli disse che non c'era abbastanza carburante a bordo per raggiungere Londra, il dirottatore accettò di volare in Ciad. L'uomo non fece minacce ai passeggeri, nessuno dei quali si era accorto che l'aereo era stato dirottato. Dopo l'entrata del 737 nello spazio aereo del Ciad, viene scortato da alcuni caccia francesi Mirage F-1, di stanza a N'Djamena, fino all'atterraggio all'aeroporto Internazionale di N'Djamena alle 08:30 UTC, venendo immediatamente circondato dalle truppe militari locali. Dopo venti minuti di trattative il dirottatore permise a tutti gli occupanti dell'aereo di uscire prima di arrendersi.

## Eventi successivi
I passeggeri e l'equipaggio poterono dunque risalire a bordo dell'aereo, tornato a Khartoum alle 22:00 ora locale (19:00 UTC). Il ministro della Giustizia sudanese chiese all'Interpol la consegna di Muhammed, in quanto cittadino sudanese, in modo che potesse essere accusato di terrorismo, minaccia per la sicurezza dei passeggeri e detenzione illegale di armi. Anche il Ciad annunciò l'intenzione di perseguirlo.
Il ministro delle infrastrutture del Ciad, Adoum Younousmi, affermò: “Il Ciad non è un rifugio per terroristi. È un terrorista e lo porteremo in tribunale”. Un funzionario ciadiano lo identificò successivamente come "vicino" al gruppo ribelle del Movimento per la giustizia e l'uguaglianza. L'Autorità per l'aviazione civile del Sudan formò un comitato separato specificamente per indagare su come Muhammed fosse stato in grado di passare attraverso la sicurezza senza essere scoperto.

## Motivi
Dopo l'arresto, Mohammed venne portato al quartier generale dell'Agenzia per la sicurezza nazionale per essere interrogato. Lì rivelò le sue motivazioni per il dirottamento. Voleva richiamare l'attenzione sul conflitto in Darfur, affermando: "Volevo attirare l'opinione pubblica nazionale e internazionale su ciò che sta accadendo in Darfur". Disse che voleva andare prima a Roma, e poi nel Regno Unito per chiedere asilo. “Non sono né un ribelle né dell'opposizione, ma il governo sudanese sta sterminando la popolazione creando conflitti tra le diverse comunità e dicendo che è solo un problema interno, comunitario”, secondo le sue parole.